# Carmen Alborch
Pour les articles homonymes, voir Bataller.
Carmen Alborch Bataller, née le 31 octobre 1947 à Castelló de Rugat et morte le 24 octobre 2018 à Valence, est une femme politique espagnole membre du Parti socialiste ouvrier espagnol (PSOE). Elle est ministre de la Culture entre 1993 et 1996.

## Biographie

### Parcours universitaire
Carmen Alborch obtient une licence de droit à l'université de Valence en 1970, et un doctorat trois ans plus tard, reçu avec un prix extraordinaire. Elle y est disciple et collègue de Manuel Broseta. Elle devient ensuite professeur de droit commercial, puis doyenne de la faculté de droit en 1984.

### Administratrice culturelle
Le 24 avril 1987, Carmen Alborch est nommée directrice générale de la Culture du département de la Culture, de l'Éducation et de la Science de la Généralité valencienne, sous l'autorité de Ciprià Ciscar. Elle est relevée de ses fonctions dès le 1er juillet 1988, pour prendre le poste de directrice générale des Instituts culturels.
Elle quitte la haute fonction publique régionale le 24 juillet 1992.

### Passage à la vie politique
Carmen Alborch devient ministre de la Culture d'Espagne le 13 juillet 1993, lors de la formation du quatrième gouvernement de Felipe González. Au même titre que cinq autres ministres, elle n'appartient pas au PSOE.
Pour les élections législatives anticipées du 3 mars 1996, elle est investie en deuxième position sur la liste socialiste dans la province de Valence, derrière Ciprià Ciscar. Elle est alors élue au Congrès des députés, où elle devient présidente de la commission de contrôle parlementaire de la Radio Televisión Española et membre de la commission du Règlement.
Réélue aux élections du 12 mars 2000, elle est reconduite à la présidence de la commission sur les médias publics et rejoint parallèlement la commission de la Coopération internationale pour le développement. Au mois de septembre suivant, après le XXXVe congrès fédéral qui voit l'élection de José Luis Rodríguez Zapatero au poste de secrétaire général, elle décide d'adhérer au Parti socialiste ouvrier espagnol.
Elle est investie en tête de liste pour les élections législatives du 14 mars 2004 dans la province de Valence, étant la première femme à mener la liste d'un grand parti dans cette circonscription. Après le scrutin, remporté par le PSOE, elle est élue présidente de la commission bicamérale des Droits des femmes et de l'Égalité des chances, tout en siégeant à la commission de l'Environnement, et à la commission de contrôle parlementaire de la Radio Televisión Española jusqu'en 2007.

### Municipales de 2007 à Valence
En octobre 2006, Carmen Alborch est officiellement investie tête de liste du Parti socialiste du Pays valencien-PSOE (PSPV-PSOE) aux élections municipales à Valence. Sa liste remporte 140 187 voix, soit 33,78 % des suffrages exprimés et 12 conseillers sur 33 ; elle accuse ainsi un retard de 95 000 voix et 9 élus sur la liste du Parti populaire de la Communauté valencienne (PPCV) de la maire sortante Rita Barberá. À l'ouverture de la mandature, elle est nommée porte-parole du groupe socialiste.

### Sénatrice
Pour les élections législatives du 9 mars 2008, Carmen Alborch se présente au Sénat. Le jour du scrutin, elle récolte 600 037 voix, réalisant le quatrième meilleur score et remportant donc un siège, le seul obtenu par les socialistes. À l'ouverture de la législature, elle est désignée première secrétaire du bureau du Sénat et membre de la commission du Règlement.
Elle ne se représente pas aux élections municipales de mai 2011, elle remporte un nouveau mandat sénatorial lors des élections législatives anticipées du 20 novembre suivant, mais avec seulement 367 632 voix en sa faveur. Elle devient alors troisième secrétaire du bureau du Sénat et deuxième secrétaire de la députation permanente.